# ヒメとトノ
『ヒメとトノ』は、蛇足せんたろうによる日本の4コマ漫画作品。芳文社『まんがタイムきららMAX』で2009年9月号掲載の後、同年12月号から2012年1月号にかけて連載された。

## ストーリー
ヒメは男子高校生。トノは女子高校生。そんな正反対の苗字を持つ2人は…。

## 登場人物
戸野 イセノ（との イセノ）
割と真面目な眼鏡っ娘。だが妄想が激しいことも。
ヒメのことが好きだが、冷静でそれを表に出さない。
ドーナツが大好物で、ヒメの奢りでドーナツを大量に食べることが多い。
御姫 景虎（おひめ かげとら）
トノの中学時代のクラスメイトだが、今でもトノにちょっとHな妄想を仕掛けては、トノにドーナツを大量に奢らされたりしている男。
トノのことが好きな素振りを見せることもあるが真意は不明。
ホリィ=O=サマー（ホリィ=オー=サマー）
英国出身でヒメの友人の女の子。トノもヒメの紹介で知り合ったが、ドーナツ好きとヒメのH妄想への突っ込みで気が合い、トノとも友人に。

## 書誌情報
- 蛇足せんたろう 『ヒメとトノ』 芳文社〈まんがタイムKRコミックス〉、全2巻
  1. 2011年1月27日発売、ISBN 978-4-8322-7984-1
  2. 2011年12月26日発売、ISBN 978-4-8322-4094-0